# Parcul Național Lahemaa
Parcul Național Lahemaa este o arie protejată localizată în partea de nord a Estoniei, la o distanță de circa 70 km est de Tallinn. În cei 725 km2 pe care îi acoperă, cuprinde ecosisteme terestre și marine.

Fondat în 1971, a fost primul parc național de pe teritoriul fostei URSS. Numele ariei protejate provine de la aspectul crestat al litoralului nord-estic eston, unde patru peninsule ((Juminda, Pärispea, Käsmu and Vergi) sunt despărțite de 4 golfuri (Kolga, Hara, Eru and Käsmu), astfel că Lahemaa s-ar traduce prin Țara golfurilor.

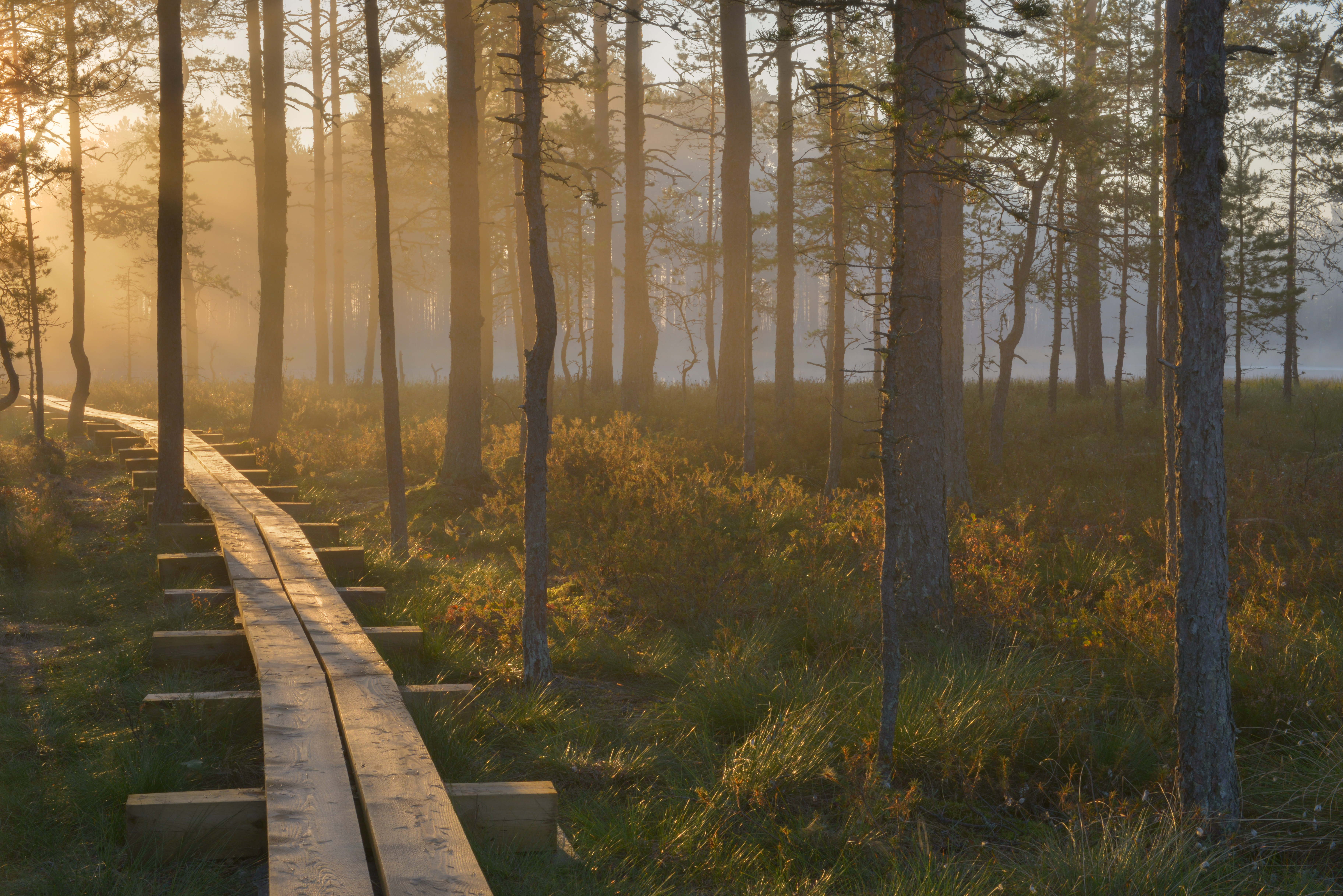
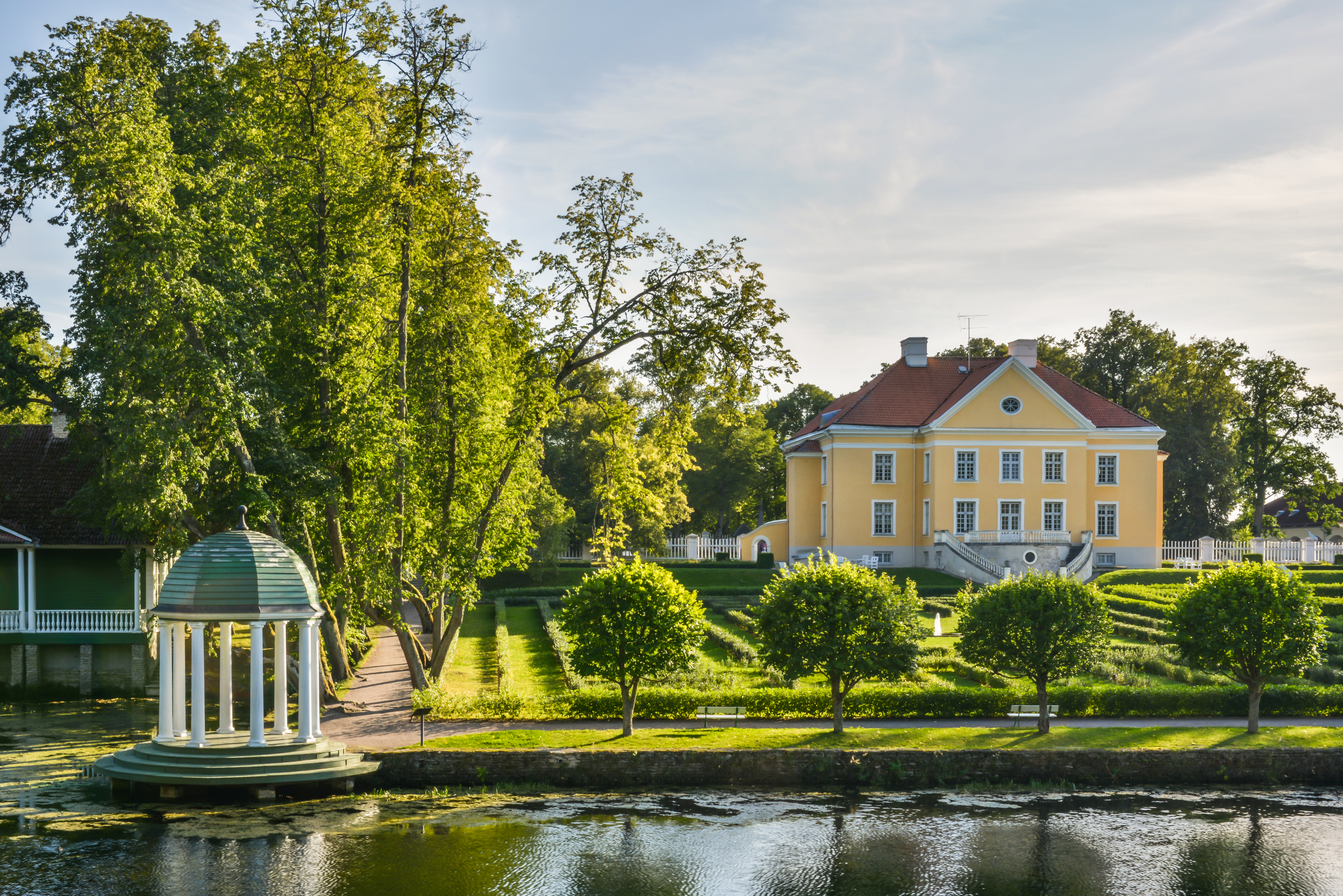
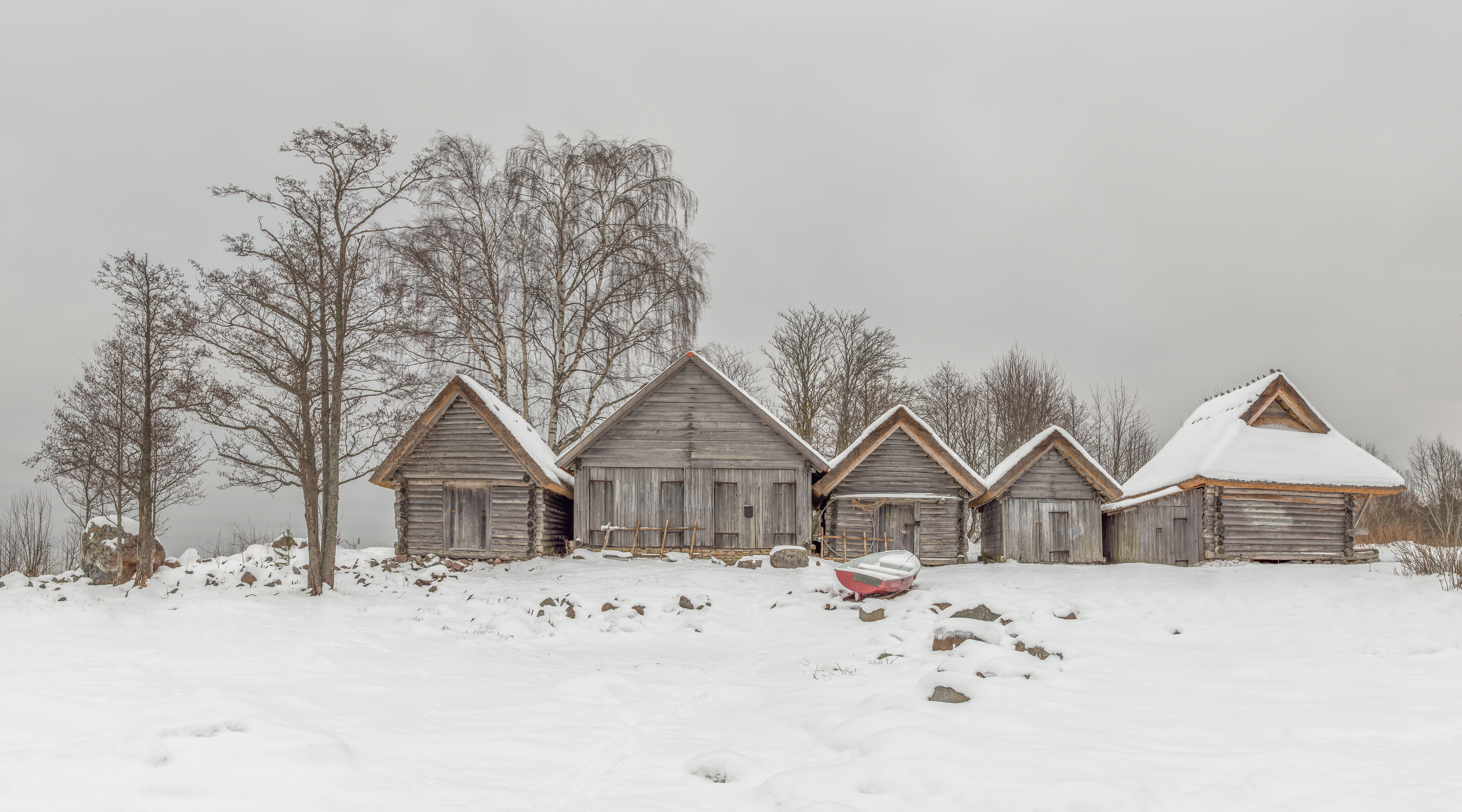
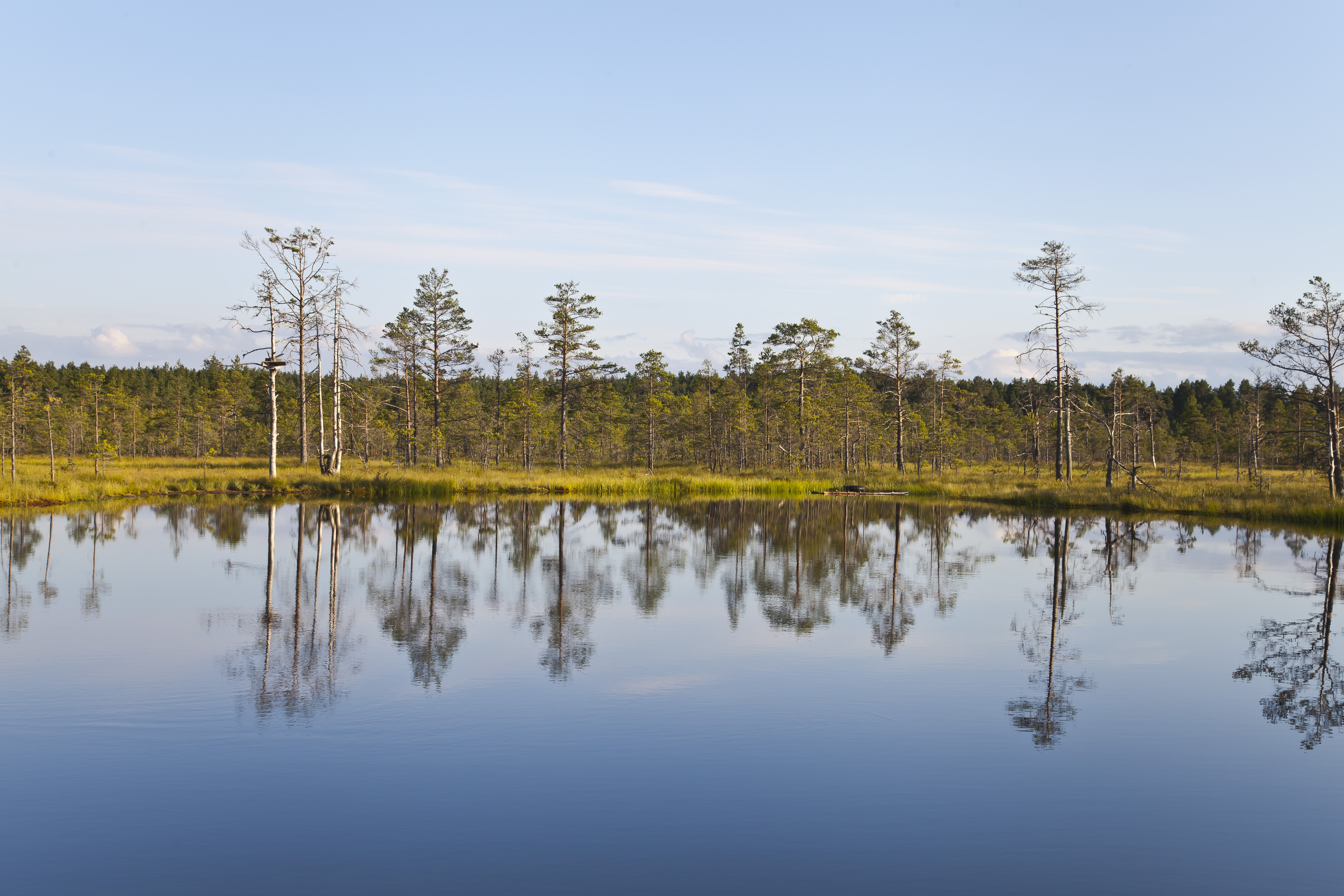